# Structurae
Structurae é um banco de dados online que contém obras de engenharia estrutural e civil de todos os tipos, como pontes, prédios, Arranha-céus, torres, barragens, etc. Além disso, o banco de dados contém informações sobre empresas e pessoas (engenheiros, arquitectos e construtores) envolvidos no projecto ou na construção das estruturas.
O nome Structurae, baseia-se na palavra em Latim strūctūra (no seu nominativo plural ou na forma genitiva singular), o que significa o acto de construção, bem como o resultado dessa acção. Structurae, é suportado pelas contribuições das centenas de voluntários que compartilham de seus dados, informações e imagens para diferentes entradas. A maioria das entradas contêm referências em revistas especializadas e outras fontes. O fundador, Nicolas Janberg, é um engenheiro franco-alemão de pontes, que decidiu criar a Structurae em 1998 depois de criar uma página principal na internet de um curso semelhante, enquanto estava a ser doutrinado como assistente do Departamento de Engenharia Civil da Universidade Princeton.  A Structurae, foi baseada na ideia e estrutura de banco de dados sobre a arquitectura ArchINFORM, o que é considerado um projecto pioneiro na catalogação de dados com base na Internet. O banco de dados Structurae estão disponíveis na Web site em três línguas —— Inglês, Francês e Alemão. O projecto é financiado através de publicidade on-line, patrocínio, e entradas de prémio para as empresas e um banco de dados de produtos. O site é composto por mais de cem mil páginas individuais, programado em ColdFusion e usando uma base de dados MySQL.